# Kulaši
Kulaši (cyr. Кулаши) – wieś w Bośni i Hercegowinie, w Republice Serbskiej, w gminie Prnjavor. W 2013 roku liczyła 477 mieszkańców.